# ستوپانگا
ستوپانگا (به صربی: Stopanja) یک منطقهٔ مسکونی در صربستان است که در Trstenik واقع شده‌است. ستوپانگا ۱٬۳۲۵ نفر جمعیت دارد.